# 关丹快捷通
关丹快捷通（英語：Rapid Kuantan）是马来西亚彭亨州的一个公共巴士品牌。该公司由马来西亚国家基建在2012年12月1日创立，目的是整合关丹市内的巴士网络，并在初期提供免费搭乘。关丹快捷通的巴士服务由快捷通巴士公司管理，共有80辆Scania K系列巴士。惟巴士衔接性不强，有时乘客需要另外搭乘计程车方能抵达目的地。

## 路线
以下为关丹快捷通现有的巴士路线，一共有17条。已停运路线则以灰色显示。
| 路线编号 | 路线目的地                                                  |
| -------- | ----------------------------------------------------------- |
| 100      | 关丹市区快捷通巴士总站－甘孟水上乐园（甘孟山城旅游胜地）    |
| 101      | 关丹市区快捷通巴士总站－英迪拉森布那花园                    |
| 102      | 关丹市区快捷通巴士总站－柏马当峇达                          |
| 200      | 关丹市区快捷通巴士总站－直落尖不辣海滩                      |
| 201      | 关丹市区快捷通巴士总站－哥罗乐公园                          |
| T201     | 关丹城市环线                                                |
| 300      | 关丹市区快捷通巴士总站－理想花园（林明路）                  |
| 301      | 关丹市区快捷通巴士总站－武吉沙古（林明路）                  |
| 302      | 关丹市区快捷通巴士总站－英迪拉马哥打1区                     |
| 303      | 关丹市区快捷通巴士总站－关丹中央巴士总站                    |
| 400      | 关丹市区快捷通巴士总站－北根                                |
| 401      | 关丹市区快捷通巴士总站－瓜拉彭亨                            |
| 402      | 关丹市区快捷通巴士总站－双溪索国中                          |
| 500      | 关丹市区快捷通巴士总站－林明                                |
| 600      | 关丹市区快捷通巴士总站－巴洛马慕（经过米昔拉路）            |
| 601      | 关丹市区快捷通巴士总站－士满慕苏丹阿末沙技术学院（POLISAS） |
| 602      | 关丹市区快捷通巴士总站－巴洛马慕（经过关丹绕道）            |
| 603      | 关丹市区快捷通巴士总站－士满慕技能学院（PSDC College）      |
| 604      | 关丹市区快捷通巴士总站－遮拉汀                              |

## 车费
关丹快捷通收费介于2令吉至4令吉，视乎路线长短决定。我的快捷通卡持有者和特殊人士则自动享有50%折扣。此外，7岁以下的孩童可免费搭乘，穿着学校制服的学生也可享有半价优惠。